# Antoni Zajkowski
Antoni Zajkowski (né le 5 août 1948) est un judoka polonais. Il participe aux Jeux olympiques d'été de 1972 dans la catégorie des poids mi-moyens et remporte la médaille d'argent de la compétition.

## Palmarès

### Jeux olympiques
- Jeux olympiques de 1972 à Munich,  Allemagne
  -  Médaille d'argent